# Ballebäuschen

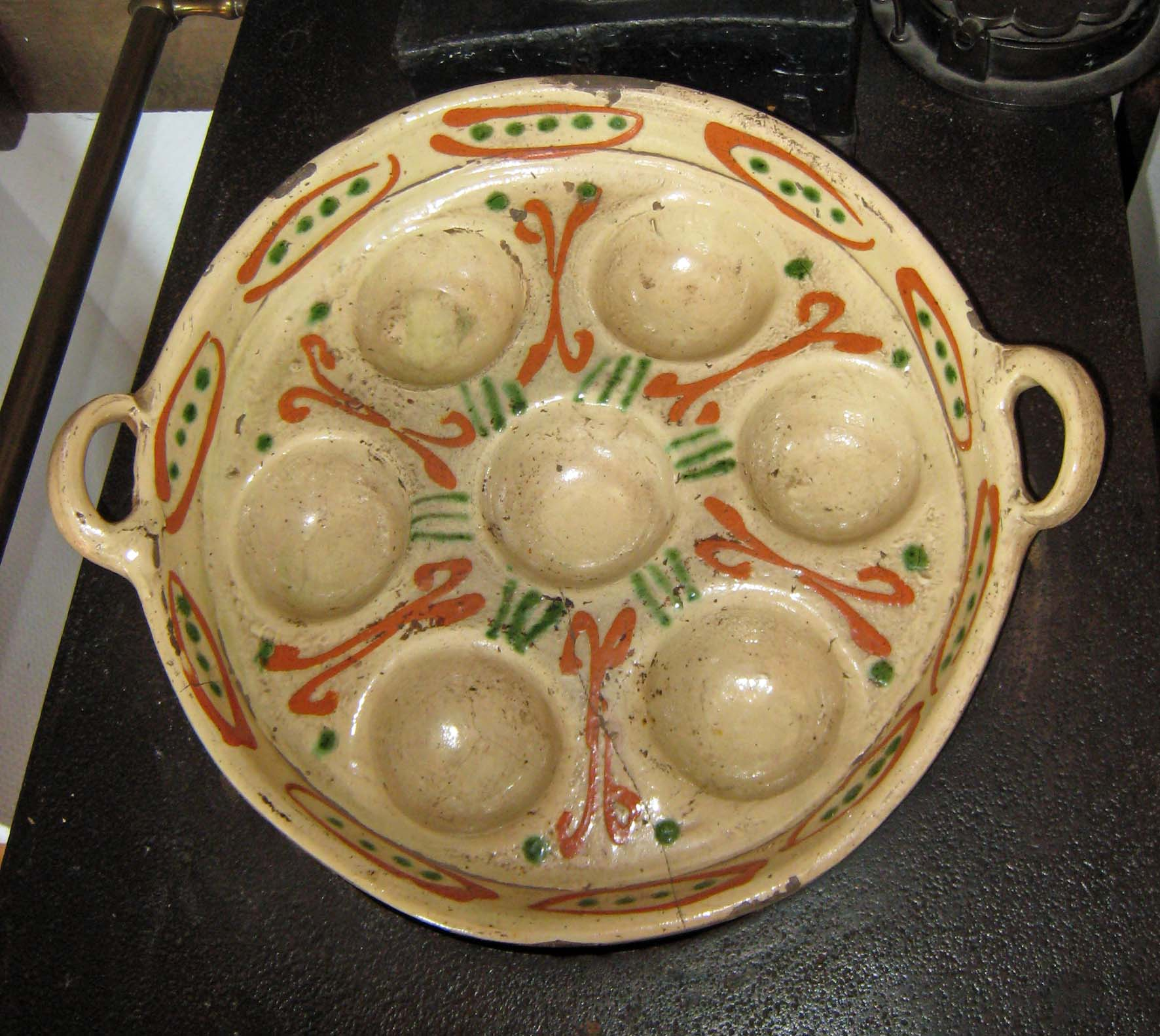
Ballebäuschenpfanne (auch Bombösjespann
oder Backform für Bollebäuskes) aus dem 19. Jahrhundert

Ballebäuschen (auch Bollebäuskes, Bollenbäuschen, Ballebäutzes, Bomböschen u. w.) sind runde, etwa pfirsichgroße Siedegebäckstücke, die in Öl oder Schmalz gebacken werden. Sie sind Teil der Rheinischen Küche.

## Bezeichnung
Es gibt weitere Bezeichnungen, die von Landschaft zu Landschaft und von Ort zu Ort verschieden sein können. Die nachfolgende Aufzählung beschränkt sich auf die in der Literatur nachgewiesenen Abwandlungen:
- Ballbäuschen ist die hochdeutsche Bezeichnung für das in Rheinischer Dokumenta geschriebene Wort Bommböösjen.[4] Auch für Dabringhausen[1] und Wipperfürth wird diese Bezeichnung erwähnt.[5]
- Bollenbäuske heißt es in Kleve, Mettmann, Neviges und Elberfeld.[6]
- Bollebäuskes sagt man in Duisburg.[7]
- Bollenbeische sagt man in Koblenz.[6]
- Bomböschen ist gebräuchlich in weiten Teilen des Rheinisch-Bergischen Kreises und Umgebung.[8][9] Speziell wird der Begriff für Lindlar erwähnt.[1]
- Bommböösjen verwendet man in Kürten.[4]
- Bonebösche steht für Mülheim Rh. und Immekeppel.[6]

Der Stamm boll, bull oder ball bedeutet so viel wie „hohl“, „rund“, „aufgedunsen“ und ist im gesamten Rheinland gebräuchlich, auch in anderen Zusammenhängen.

## Zubereitung

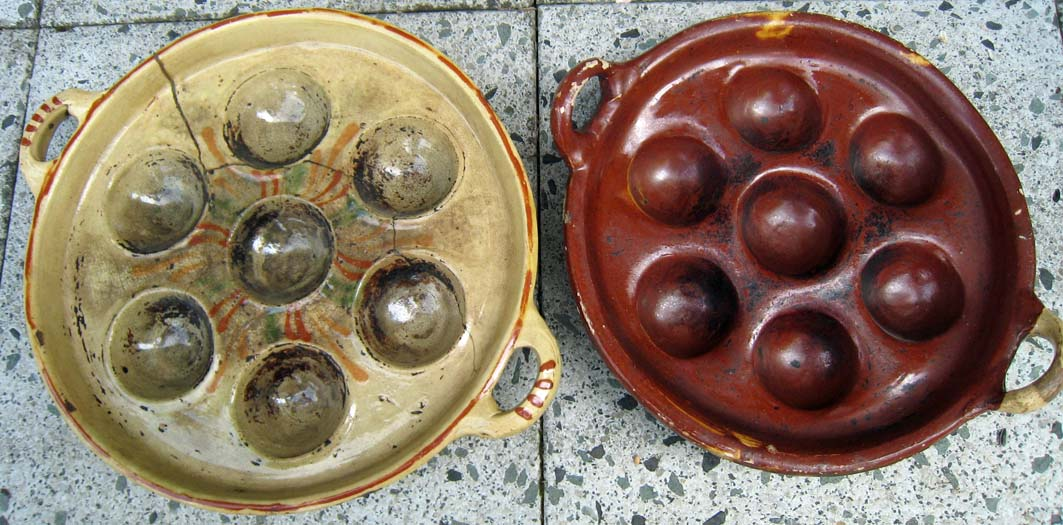
Unterschiedlich bemalte Ballebäuschenpfannen

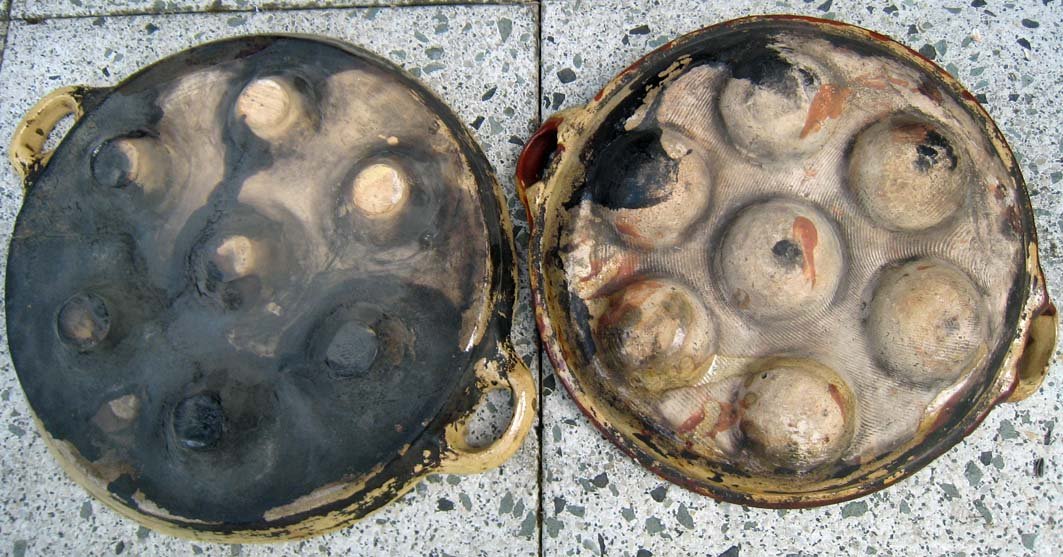
Der Pfannenboden ist vom Ruß des Feuers bzw. der Glut geschwärzt. Dazwischen sieht man den für den Herstellungsort Frechen typischen weißen Scherben.

Es gibt verschiedene Rezepte und Zutaten für die Zubereitung dieses Gebäcks, gemeinsam ist aber die Zubereitung. Ein zähflüssiger Teig (z. B. Hefeteig, Brandteig, Rührteig) wird löffelweise in Fett gebacken. Für die Zubereitung kann eine spezielle Pfanne verwendet werden. Diese hat Vertiefungen in Größe des fertigen Gebäcks. Nach dem Garen werden die Bällchen dann in Zimt-Zucker gewälzt und möglichst warm gegessen.
In Rees sind die Ballebäutzkes aus süßem Hefeteig mit Rosinen. In Xanten isst man sie vorzugsweise an Neujahr, in Wesel zu Silvester. In Dabringhausen wird dieses Gebäck an Karfreitag und Neujahr verzehrt. Mancherorts wird dazu traditionell Grog gereicht.